# Солтис Ярослав Федорович
Ярослав Федорович Солтис (нар. 19 листопада 1950, Городок, Львівська область) — український банкір. Заступник Голови правління Національного банку України в 1998—2003. Директор з інституційних відносин, радник правління банку «UniCredit Bank».

## Життєпис
Мати, Катерина Романівна, була направлена на роботу в Західну Україну із с. Займища Чернігівської області. Там познайомилася із майбутнім чоловіком Федором Дмитровичем. Коли малий Ярослав мав менше, ніж рік, батька було заарештовано за звинуваченнями в українському націоналізмі й направлено в пермські табори на 25 років, а мама Ярослава повернулася разом із сином додому на рідну Чернігівщину в село Займище. Після розвінчання культу Сталіна батька звільнено з в'язниці. У селі він працював у колгоспі, а потім очолив бригаду, оскільки ще за часів Польщі закінчив коледж і здобув фах агронома. Мати працювала вчителькою молодших класів.
Ярослав Солтис закінчив спочатку Займищанську восьмирічну школу, а потім Щорську середню. Закінчив Львівський обліково-кредитний технікум і був направлений на роботу на Чернігівщину в Холми. Потім 2 роки відслужив у війську, вчився в інституті, після якого потрапив працювати ревізором до Будбанку. Ярослав Солтис став помічником голови цього банку, далі начальником контрольно-ревізійного відділу і протягом 17 років перевіряв банки по всій Україні. На початку 1989 року він став організатором першого в Україні комерційного банку «Укрінбанк».
1998 року Віктор Ющенко запросив Солтиса до Національного банку України, де той впродовж 1998—2003 років працював на посаді заступника голови правління НБУ.
Після роботи в НБУ з 2003 року почав працювати директором Київської філії банку «ПЕКАО» (дочірний банк італійського «UniCredit Bank»), який тоді був збитковим. Через рік банк вийшов на прибуток, а Солтиса призначено директором зі зв'язків і розвитку банку.
Має дружину Аллу, яка працює викладачем російської мови, а також сина і доньку.